# Pomnik Antona Czechowa w Taganrogu
Pomnik Antona Czechowa (ros. Памятник А. П. Чехову) – pomnik w Taganrogu, w Rosji, umieszczony na Placu Czerwonym. Przedstawia pochodzącego z Taganroga rosyjskiego pisarza, Antona Czechowa. Składa się z 3-metrowej brązowej statuy umieszczonej na postumencie o wysokości 3,15 m. Pomnik został odsłonięty 26 stycznia 1960 roku. Jego autorem jest Julian Rukawisznikow.
Już w lipcu 1904 roku, zaraz po śmierci Antona Czechowa, grupa mieszkańców Taganroga udała się do rady miejskiej z inicjatywą budowy pomnika poświęconego pisarzowi. W 1910 roku powstał komitet mający na celu stworzenie projektu pomnika i zebranie środków na jego budowę. Do wybuchu I wojny światowej zamiaru tego nie udało się jednak zrealizować. Do pomysłu powrócono w latach 30. XX wieku. Pomnik zamierzano wybudować w 1935 roku, w 75. rocznicę urodzin pisarza. 31 maja 1935 roku zorganizowano uroczystość rozpoczęcia budowy. Do wybuchu II wojny światowej pomnika jednak nie wybudowano. 15 lipca 1944 roku, w już wyzwolonym spod niemieckiej okupacji Taganrogu, odsłonięto jedynie popiersie Czechowa. Po wojnie zorganizowano kilka konkursów na projekt pomnika, po których ostatecznie do realizacji przyjęto zamysł autorstwa Juliana Rukawisznikowa. 3-metrową brązową statuę odlano w zakładach Monumientskulptura w Petersburgu (wówczas Leningrad). Rzeźba przedstawia Czechowa siedzącego na kamieniu i trzymającego w dłoni książkę. Figurę umieszczono na wysokim na 3,15 m postumencie, obłożonym granitowymi płytami. Odsłonięcie pomnika miało miejsce 26 stycznia 1960 roku i odbyło się w ramach obchodów setnej rocznicy urodzin Czechowa.